# 苏珊娜·汤森
苏珊娜·汤森（英語：Susannah Townsend，1989年7月28日—），英国女子曲棍球运动员。她曾代表英国国家队参加2016年和2020年夏季奥林匹克运动会曲棍球比赛，获得一枚金牌和一枚铜牌。